# Бесниче
Бесниче или вунасти дигиталис, шкрипавац (лат. Digitalis lanata), је вишегодишња зељаста, јако отровна, биљка из породице боквица (Plantaginaceae).